# دمزین
دمزین (به آلمانی: Demsin) یک منطقهٔ مسکونی در آلمان است که در یریشو واقع شده‌است. دمزین ۳۸۲ نفر جمعیت دارد.